# Васудева

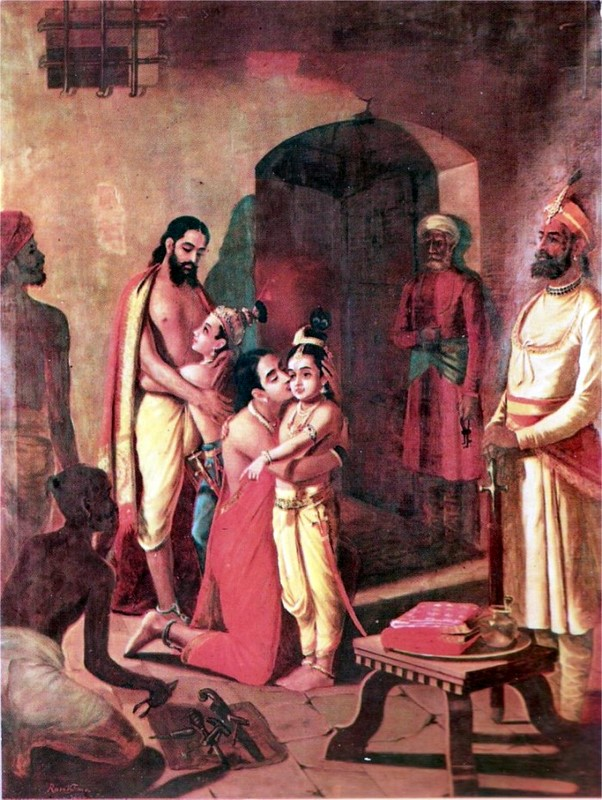
Крішна і Баларами зустрічаються зі своїми батьками.

Васудева (санскр. वसुदेव Vasudeva IAST) - ім'я батька Крішни в індуїзмі, царя Місячної династії, глави племені  Ядавів, сина Шурасени. Васудева доводиться братом матері Пандавів Кунті. 
Вāсудева (звучить "Ваасудева") - це також одне з імен Крішни, яке означає «нащадок Васудеви» і є одним з основних іменувань Крішни в індуїзмі. Через відсутність в українській мові нормативного способу передачі довгих голосних (які є у санскриті), це патронімічні ім'я Крішни в українській мові звучить так само як і ім'я батька Крішни. З ім'ям «Васудева» пов'язана давня монотеїстична релігія, яку називають релігією бгагавата або бхагаватізмом  Релігія бгагавата, на думку вчених, сформувалася в  V столітті до н.е. і її відмінною особливістю було монотеїстичне поклоніння Васудеві-Крішні як досконалому, вічному і блаженному Верховному Богові.
Ім'я «Васудева» також є частиною відомої Крішна-мантри (Ом намо Бхагавате Васудевая IAST «Ом, мої поклони прекрасному сину Васудеви» ). Цю мантру називають «дванадцятискладовою мантрою». Вона з'явилася до виникнення чотирьох вайшнавских сампрадай 
Васудева одружився з сестрою Камси Девакі, від якої у нього з'явився син Крішна. У нього також була інша дружина на ім'я Рохіні, яка народила його старшого сина Балараму і молодшу дочку Субхадру. Згідно з деякими джерелами, у Васудеви також були інші дружини від яких він теж мав дітей. 
Васудева і Девакі провели більшу частину своєї юності у в'язниці, куди їх заточили за наказом брата Девакі царя Матхури Камси. Васудева був відомий своєю бездоганною чесністю - він жодного разу не збрехав за все своє життя. Після того як Крішна підріс і вбив Камсу, дядько Девакі Уграсена знову став царем Матхури, а Васудева - принцом.